# (36704) 2000 RQ23
2000 RQ23 (asteroide 36704) é um asteroide da cintura principal. Possui uma excentricidade de 0.11287200 e uma inclinação de 2.89568º.
Este asteroide foi descoberto no dia 1 de setembro de 2000 por LINEAR em Socorro.